# Ibrahim Bušatlija
Ibrahim Bušatlija (Vitina, 1930. – 28. siječnja 2019.), bosanskohercegovački geograf, geomorfolog, akademik  ANU BiH.

## Životopisi
Rođen 1930. u od starina begovskoj obitelji Bušatlija. U rodnom mjestu završio osnovnu. U Mostaru je završio učiteljsku školu. Od 1943. godine sudionik NOB. Poslije rata sudionik omladinskih radnih akcija. U selu Svinjarini u mostarskoj općini bio učitelj, poslije jednu školsku godinu upravitelj škole 1947./1948. godine. Kritizirao je "magazine za elitu", "zadruge" i "dvostruke plaće" pa je premda sudionik NOB, bio zatočen na Golom otoku. Školske 1950./1951. zavšio je u Sarajevu Višu pedagošku školu- grupa zemljopis i povijest. Predavao zemljopis i povijest u Čitluku i Kalinoviku, gdje je bio i direktor i povremeno inspektor za osnovnu nastavu. U Sarajevu je školske 1955./56. do 1957. godine nastavnik u osnovnoj školi „Blagoje Parović“.  Isto vrijeme je profesor zemljopisa na Drugoj gimnaziji u Sarajevu, nakon što je lipnja 1957. diplomirao na Filozofskom fakultetu - grupa zemljopis. Sljedeće školske godine izabran je za asistenta na Odsjeku za geografiju Filozofskog fakulteta u Sarajevu. Već školske godine 1959./60. izabran u zvanje predavača na predmetu geomorfologija, Odsjeka za geografiju. 1965. godine je doktorirao temom "Reljef u površinskom slivu Nevesinjskog polja". Doktorirao je zemljopis na sarajevskom Prirodno-matematičkom fakultetu. 
Siječnja 1966. izabran je za docenta docenta za predmet geomorfologija na Odsjeku za geografiju. Sedam je mjeseci školske 1966./67. bio na specijalizaciji po geomorfološkom kartiranju na Moskovskom sveučilištu imena Lomonosova. Predavao je na Prirodno-matematičkom fakultetu u Sarajevu predmete Metodologija i povijest zemljopisnih istraživanja, opću fizičku geografiju, geomorfologiju, regionalnu geografiju te geografiju Bosne i Hercegovine. Bio je dugogodišnji profesor na Odsjeku za geografiju istog fakulteta, a kao predavač radio je na Poljoprivrednom fakultetu i Fakultetu političkih znanosti Sveučilišta u Sarajevu.
Obnašao je razne dužnosti u društveno-političkim organizacijama (SKJ, Sindikatu, Marksističkom centru, Savez boraca, Omladinskoj organizaciji i drugim.). Djelovao pri športskim, kulturno-prosvjetnim i strukovnim organizacijama (Geografsko društvo, Speleološko društvo). Bio je član uredništava stručnih časopisa pri raznim komisijama na Sveučilištu, na Fakultetu, Savezu geografskih društava Jugoslavije itd.
Bio je predsjednik Pomorskog društva BiH iz Sarajeva. Članom je postao nakon na agresije na BiH. Bio je i član Vijeća kongresa bošnjačkih intelektualaca.
Pred kraj života zalagao se za "povratak" Sutorine Bosni i Hercegovini te se protivio izgradnji Pelješkog mosta. Njegovo Pomorskog društvo iz Vogošće je za gradnju Pelješkog mosta koji Hrvatska gradi na svome teritoriju reklo u pismu Europskoj komisiji i predsjedniku Jean-Claudeu Junckeru, predsjedniku Europskog vijeća Donaldu Tusku, predsjedniku Europskog parlamenta Antoniju Tajaniju, potpredsjednici Europske komisije i visokoj predstavnici za vanjsku i sigurnosnu politiku Federici Mogherini i cijeloj listi nižerangiranih europskih dužnosnika kojima je Bosna i Hercegovina u opisu posla.da je "Republika Hrvatska proglasila državni suverenitet na pomorskom području Bosne i Hercegovine" i da je to hrvatska "ilegalna ratna odluka od 2. veljače 1994. o prisvajanju morskog teritorija Bosne i Hercegovine".
Preminuo je u 89. godini života u Sarajevu.

## Djela
Autor je više znanstvenih i stručnih radova, studija, priručnika i udžbenika. Bio je i član Geografskog društva BiH, Speleološkog društva BiH, Bošnjačko-bosanskog patriotskog fronta i drugih.
Pred agresiju na Bosnu i Hercegovinu i u tijeku rata pisao je znanstvene radove radove iz područja geopolitike, političke geografije, koji su se odnosili na geopolitički, geostrateški i političko-geografski položaj Države Bosne i Hercegovine. Između ostalih napisao je knjige
- Kras Bosne i Hercegovine[2]
- Neum i bosansko primorje[2]
- Visoke planine BiH[2]

## Odlikovanja
Odlikovan je:
- Srebrenom plaketom Narodne tehnike
- Spomen plaketom Geografskog društva BiH
- Plaketom Sveučilišta u Sarajevu
- Priznanjem Speleološkog društva BiH